# Evald Rygh

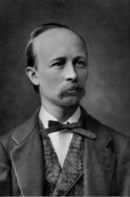
Evald Rygh.

Evald Rygh, född den 26 maj 1842 på Haug i Værdalen, död den 9 maj 1913 i Kristiania (nuvarande Oslo), var en norsk bankman och politiker, bror till Oluf och Karl Ditlev Rygh, far till Per Rygh.
Rygh blev juris kandidat 1864, byråchef 1869, expeditionssekreterare 1872 i Finans- og tolddepartementets finansavdelning och borgmästare i Kristiania 1880. Han var den 12 juli 1889–6 mars 1891 finansminister i Emil Stangs konservativa ministär, förste representant för Kristiania i stortinget 1892–1894, från 1893 till sin död administrerande direktör för Kristiania sparbank, som under hans ledning blev ett av Norges mera betydande bankföretag, och 1886–1903 dessutom direktör i Kristiania hypoteks- och realkreditbank, som han 1886 var med om att grundlägga. År 1885 tog han initiativ till upprättandet av Kristiania telefonselskap, i vars styrelse han var ordförande till 1901. För övrigt deltog Rygh i många offentliga kommittéer och ekonomiska företag. Så var han 1895–1896 ordförande i norska kommittén för förhandling med Sverige om eventuell förnyelse av den då uppsagda "mellanrikslagen" och medlem av departementala pensionslagkommittén 1904–1905.